# Török család (enyingi)

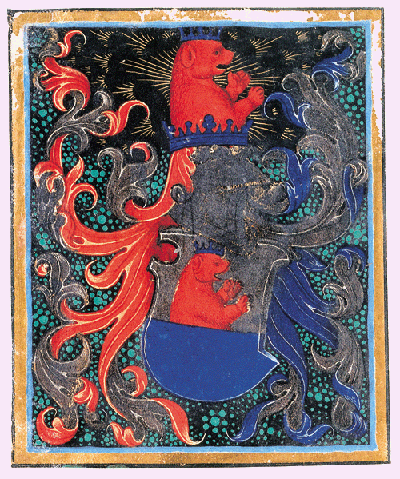
Enyingi Török Ambrus címere. 1481. november 26.-án adományozták neki.

Az enyingi Török család Magyarország kihalt családja. A többi Török család között ez jutott a legfényesebb hírnévre, eredetét azonban homály fedi.

## A család története

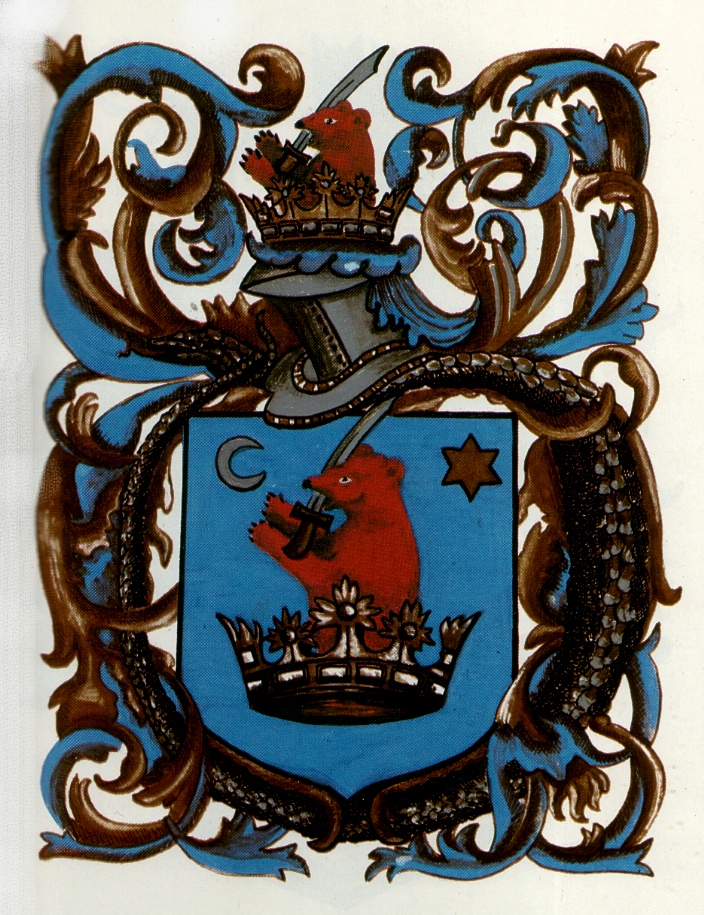
Az enyingi Török család 1507-es bárói címere

Családfáját is csak a 15. század közepétől ismerjük, attól a keményfalvi Török György fia Török Ambrustól kezdve, aki Mátyás király korában Sopron vármegye főispánja volt, és utóbb a királytól Somogy vármegyében Szigetvárt kapta királyi adományba, s 1479-ben még a szörényi bánságot is viselte. 1481. november 26.-án Mátyás magyar királytól szerzett családi címert gyermekeivel és a bakonoki Török rokonaival együtt. Török Ambrus feleségül vette thapsoni Anthymus Ilona (fl. 1465–1488) kisasszonyt; Anthymus Ilonának az apja thapsoni Anthymus János (fl. 1417–1485), földbirtokos, az apai nagyapja thapsoni Anthymus János (fl. 1368–1423) mester, alnádor 1408 és 1419 között, 1397-ben Szlavónia vice-bánja és körös vármegyei ispán, földbirtokos volt. Török Ambrus és thaposni Anthymus Ilonától született gyermekei között enyingi Török Ilona férjhez ment osztopáni Perneszy Pál alnádornak a fiához, osztopáni Perneszy Imréhez, aki a Báthoryak babocsai várnagya volt.
Ambrusnak két fia, Benedek és Imre volt. Enyingi Török Imre nevű fia már bírta Enying helységet, és előnevét is arról írta.
A család férfi tagjai a későbbiekben is magas hivatalokat viseltek:
I. Bálint, Ambrus unokája, tehát Imre fia, aki ugyancsak a belgrádi bán címet viselte, meghalt száműzetésben, a héttoronyban.
I. Bálint két fia közül I. János jeles katona volt, de "kegyetlen indulatú" nejét, Balassa Borát házasságtörés gyanúja miatt lefejeztette. Meghalt 1562-ben. Két fia maradt II. János és II. Bálint, aki Hunyad megye főispánja volt.
Az enyingi Török család erdélyi ága II. János és II. Bálint gyermekeivel kihalt.
A család magyarországi ágát I. János testvére I. Ferenc alapította. 1566-ban neki volt köszönhető Veszprém bevétele, s a reformációnak is buzgó híve volt. Meghalt 1570 előtt.
IV. István királyi tanácsos és Pápai várkapitány volt. Miután erdélyi rokonai kihaltak, ottani birtokaikat is kezéhez vette. Meghalt: 1618-ban. Halálával - mivel három rendbeli házasságából sem maradt gyermeke - az enyingi Török család kihalt.

## Az enyingi Török család címerleírása
Szárnyas sárkány által körülvett vért, melynek udvarában egyfejű sas kiterjesztett szárnyakkal látható, kinyujtott jobb lábával kardot tartva.
A vért fölött, illetve a sárkány feje fölött a sisak koronájából koronás oroszlán emelkedik ki, első jobb lábaival kivont kardot tartva.
A vértet két oldalról foszladék veszi körül, mint mindezt a Simontornyai vár egy kövén bevésve volt látható.
(Wagner C. közli e címert Coll.geneal. dec. III. tab. III. fig.10.)

## Az enyingi Török család fontosabb tagjai
- Török Ambrus
- Török Bálint
- Török Ferenc (főúr)
- Török Imre
- Török István
- Török János
- Török Katalin